# Friedrich Specht
Pour les articles homonymes, voir Specht.
Friedrich Specht est un illustrateur naturaliste wurtembergeois, né le 6 mai 1839 à Lauffen am Neckar et mort le 12 juin 1909 à Stuttgart.

## Biographie
Il suit les cours à l’école des beaux-arts de Stuttgart et se spécialise dans la peinture de paysage et d’animaux. Il illustre un grand nombre d’ouvrages d’histoire naturelle. Il fut le principal illustrateur de la première édition de la Vie des animaux (Tierleben) d’Alfred Edmund Brehm (1829-1884).
Ses frères sont le graveur sur bois Carl Gottlob Specht et le peintre animalier August Specht (1849-1923).